# Гросс, Реджи
Реджи Гросс (англ. Reggie Gross, р. 1 января 1962, Нью-Йорк, США) — американский боксёр-профессионал, выступавший в тяжёлой весовой категории. Был вынужден завершить спортивную карьеру в 1988 году из-за проблем с законом.

## Ранние годы
Реджинальд Гросс родился 1 января 1962 года. Он воспитывался матерью-одиночкой. т.к. его отец Рассел Олстон погиб через несколько дней после рождения Реджи. В детстве Реджи был типичным уличным подростком, он рано бросил школу и проводил много времени на улицах, на улицах он научился драться и впервые попробовал наркотики. Реджи и его мать многократно меняли квартиры в кварталах Западного Балтимора заселенными в основном представителями маргинального слоя общества, где процветала торговля наркотиками. В возрасте 13 лет Гросс был впервые арестован полицией за кражу. Он был осужден и провел несколько лет в учреждениях для несовершеннолетних преступников. Находясь в заключении он увлекся боксом, приобрел навыки и много времени стал уделять общефизической подготовке. Освободившись в начале 1979 года Реджи решил покончить с преступным образом жизни, у него родился сын и Реджи устроился на работу в строительной фирме, один из знакомых познакомил Гросса с известным в Балтиморе тренером Маком Льюисом. Льюис разглядел в Реджи потенциального чемпиона и после нескольких тренировок пригласил его в свой зал. За 11 месяцев тренировок с Льюисом Гросс набрал мышечную массу, усовершенствовал свои навыки. Льюис всячески оберегал своего подопечного от контактов с сомнительными личностями и согласился помогать развивать карьеру Реджинальду. Любительская карьера Гросса продолжалась 22 боя, в которых он одержал 19 побед, после чего при содействии своего тренера решил перейти в профессионалы.

## Профессиональная карьера
Реджи Гросс дебютировал в 1982 году. Его первым противником стал Блуфорт Спенсер, которого Гросс нокаутировал в 1-м раунде. Всего в 1982 году он провёл ещё 7 боёв в основном против начинающих боксеров, во всех из которых одержал победы.
В мае 1983 года Гросс вышел на бой против Ларри Лэйна. Лэйн стал первым, кто дал бой Гроссу. В этом бою Реджи победил по очкам. В августе 1983 года Реджи вышел на свой первый 10-раундовый бой. Его противником был более опытный Франклин Оттс. Оттс был нокаутирован в 1-м раунде.
Весной 1984 года у Реджи Гросса был запланирован бой с малопримечательным Энтони Уизерспуном, соперник был вполне проходной для Гросса, но в жизни спортсмена случилось несчастье: из-за ожогов, полученных во время пожара весной 1984 года, умер 5-летний сын Реджинальда Филипп Гросс. По мнению многих людей, знавший Реджи, после этой трагедии он потерял интерес к боксу.
На бой с Уизерспуном Гросс вышел в отвратительной физической форме и проиграл бой техническим нокаутом. Это было его первое поражение в карьере. Через месяц Реджи вышел на бой с Джеком Джонсоном. В активе Джонсона было всего лишь 4 боя, 3 из которых он проиграл. Тем не менее в бою С Гроссом он одержал сенсационную победу. Гросс проиграл этот бой по очкам. 20 сентября того же года Реджи вышел на бой с непобежденным Джесси Фергюссоном. Фергюсон был в отличной форме и нокаутировал Гросса в 3-м раунде. После этого поражения Гросс не выходил на ринг более полугода. В марте 1985 года Реджи Гросс встретился с небитым, но малоизвестным Джимми Кларком. Кларк был нокаутирован в 9-м раунде, и для боксёра это поражение стало ударом. После поражения Кларк проведёт всего лишь два боя, после чего уйдёт из бокса.
После победы над Кларком Гросс получил предложение от команды Берта Купера и посвятил продолжительное время для подготовки к бою. Бой состоялся 31 января 1986 года, и Гросс одержал одну из заметных побед в своей карьере. Купер потерпел первое поражение в карьере и впервые проиграл нокаутом. Следующий бой Реджи провёл через 2 месяца против небитого Генри Тильмана. Реджинальд не успел восстановиться от тяжёлого поединка с Купером и проиграл Тильману по очкам с разгромным счётом. Следующий бой он провёл против небитого Майка Тайсона. В бою с ним Гросс потерпел сокрушительное поражение и побывал в тяжелейшем нокдауне. После боя с Тайсоном он больше года не выходил на ринг. В следующий раз он вышел на ринг только 30 августа 1987 года против сильного тяжеловеса Фрэнка Бруно, Бруно избивал Гросса весь поединок и в итоге нокаутировал его в 8-м раунде. Наибольшую известность Реджи Гросс приобрёл именно за эти бои.
После поражения от Бруно Гросс улетел в Бразилию для боя с местным тяжеловесом Эдилсоном Родригесом. Реджинальд выдал неплохой бой и был близок к победе, но по результатам 10-раундового боя победу с небольшим перевесом одержал бразилец.
Последний бой Реджи Гросса состоялся в июне 1988 года, в андеркарте боя Майк Тайсон против Майкла Спинкса, где Гросс проиграл Доновану Раддоку техническим нокаутом во 2-м раунде, после чего из-за проблем с законом был вынужден уйти из бокса и завершить карьеру.

## Проблемы с законом
Реджинальд Гросс впервые был арестован в 1975 году за кражу, он был осужден на 4 года и освободился в 1979 году. В начале 1980-х годов он возобновил контакты со своими приятелями, занимающихся наркотороговлей в Балтиморе. К середине 1980-х годов Реджи Гросс впал в наркозависимость. По его собственным признаниям в течение 1986 года он совершил многочисленные грабежи на улицах Балтимора с целью добычи денег или наркотических веществ. Это привело его к тому, что осенью 1986 года он был арестован по подозрению в убийстве наркодилера по имени Андре Коксон. На суде его вину доказать не удалось, и в мае 1987 года Гроссу вынесли оправдательный приговор. Тем не менее в 1989 году он был арестован снова. В ходе двухлетнего расследования с использованием средств для прослушивания правоохранительным органам удалось установить, что Реджи Гросс являлся членом одной из вооружённых банд, которую возглавлял бывший боксер и друг Гросса по имени Уоррен Боардли. Реджи участвовал в криминальной войне между бандами за передел сфер влияния в городе, которая произошла в течение летних месяцев 1986 года и в которой было убито несколько человек. Под давлением неопровержимых доказательств Реджи Гросс признал себя виновным в убийстве Андре Коксона, Закари Роуча и Родни Янга и был приговорён к пожизненному заключению. Согласно директивам, которые существовали на момент его преступления, его наказание рассматривается как 60 лет заключения.

## В заключении
Согласно приговору Реджи Гросс имел право подать ходатайство на условно-досрочное освобождение по отбытии трети срока, установленного приговором. Гросс подавал ходатайства в 2009 и 2014 годах, но ему было отказано. По состоянию на 2016 год он продолжает отбывать своё наказание в одном из исправительном учреждении в штате Индиана. Дата его освобождения назначена на 1 ноября 2048 года.